# Caselle Landi
Caselle Landi est une commune italienne de 1 765 habitants de la province de Lodi en région Lombardie.

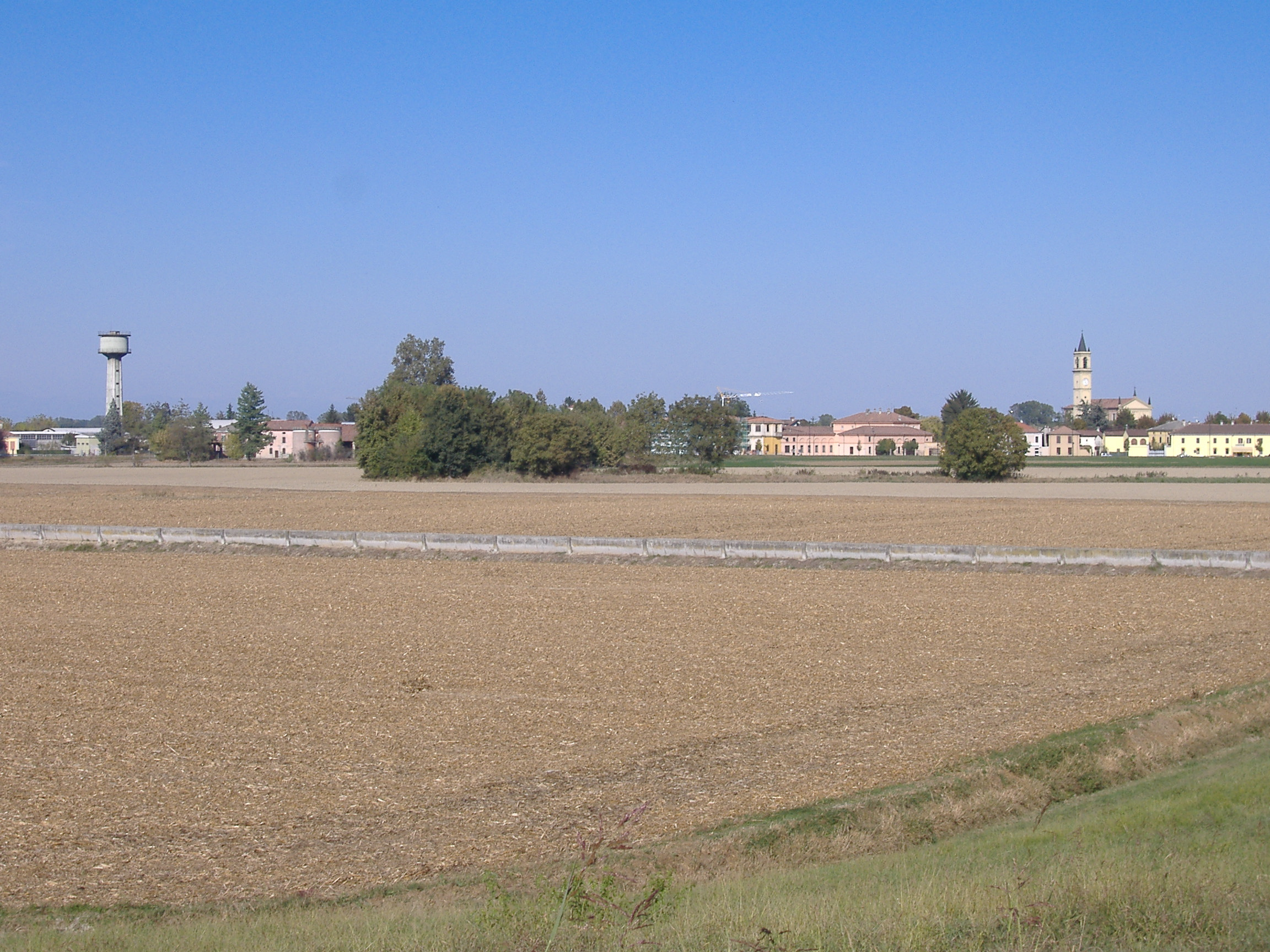
Panorama de Caselle Landi.

Ce petit village était situé sur la rive droite du Pô jusqu'à une crue en 1585, qui le fit passer sur la rive gauche. Il dépendait de Plaisance jusqu'en 1797, date où il passa sous l'administration de la province de Lodi.

## Géographie
Le village se situe à 35 km au sud de Lodi et à 15 km au nord de Plaisance, sur la rive gauche du fleuve Pô.

## Fêtes, foires
La fête principale se déroule le quatrième dimanche d'octobre, quand on célèbre le saint patron, Sabin, évêque de Plaisance.
Une foire de l'agriculture, de l'artisanat et des animaux y est organisée chaque année au début du mois de septembre.

## Administration
| Période                                  | Période      | Identité            | Étiquette             | Qualité |
| ---------------------------------------- | ------------ | ------------------- | --------------------- | ------- |
| 1945                                     | 1946         | Giovanni Bonvicini  | DC                    |         |
| 1946                                     | 1951         | Ilario Rocca        | DC                    |         |
| 1951                                     | 1964         | Francesca Pigozzi   | DC                    |         |
| 1964                                     | 1972         | Luigi Anelli        | DC                    |         |
| 1972                                     | 1978         | Domenico Bonfanti   | DC                    |         |
| 1978                                     | 1980         | Siro Montanari      | DC                    |         |
| 1980                                     | 1985         | Enrico Lambri       | PSDI - PCI - PSI      |         |
| 1985                                     | 1990         | Roberto Anelli      | PSDI - PSI            |         |
| 1990                                     | 1991         | Franco Lucchini     | DC                    |         |
| 1991                                     | 1995         | Angela Losi         | Liste Civique         |         |
| 1995                                     | 1999         | Roberto Anelli      | PSDI et Liste Civique |         |
| 1999                                     | 2004         | Gianfranco Contardi | Liste Civique         |         |
| 2004                                     | 2009         | Renzo Contardi      | Liste Civique         |         |
| Juin 2009                                | actuellement | Pierluigi Bianchi   | Liste Civique         |         |
| Les données manquantes sont à compléter. |              |                     |                       |         |

### Hameaux
Gerrone, Bruzzelle, Mezzanino, Mezzanone.

## Personnalités nées à Caselle Landi
- Giovanni Losi (1838-1882), prêtre et missionnaire combonien.

## Illustrations

Caselle Landi
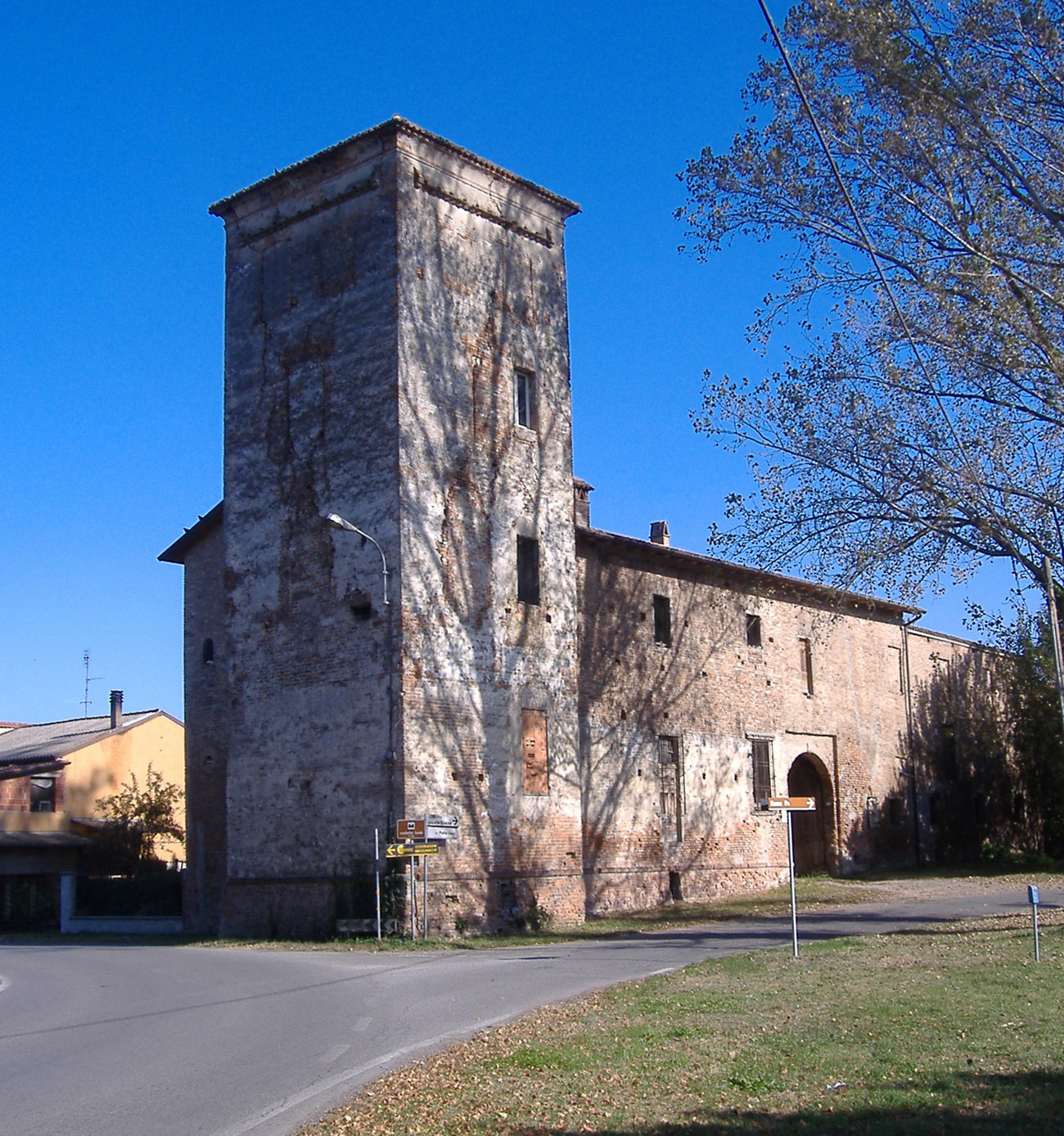
Le vieux château, XVe siècle.
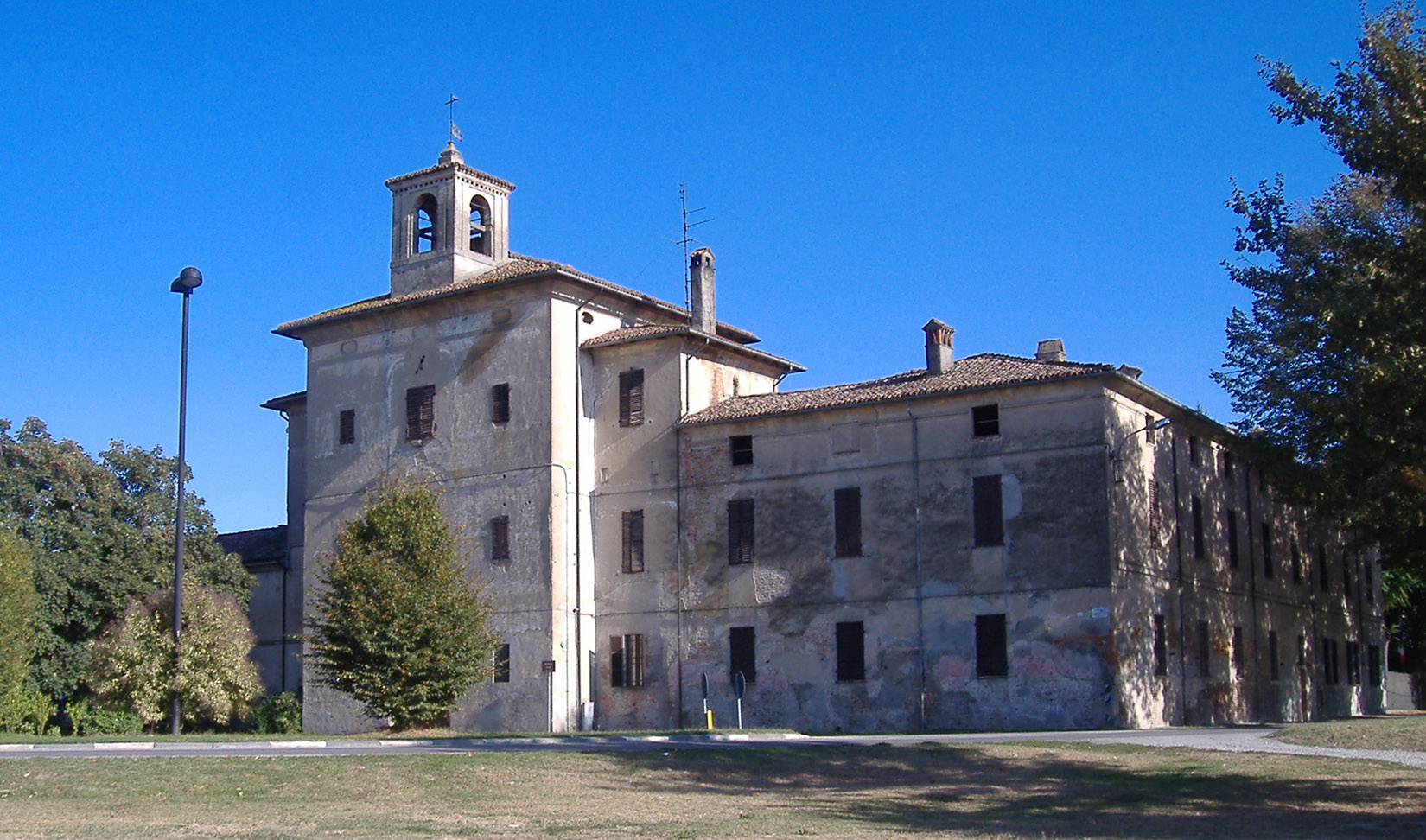
Le nouveau château, XVIIe siècle.
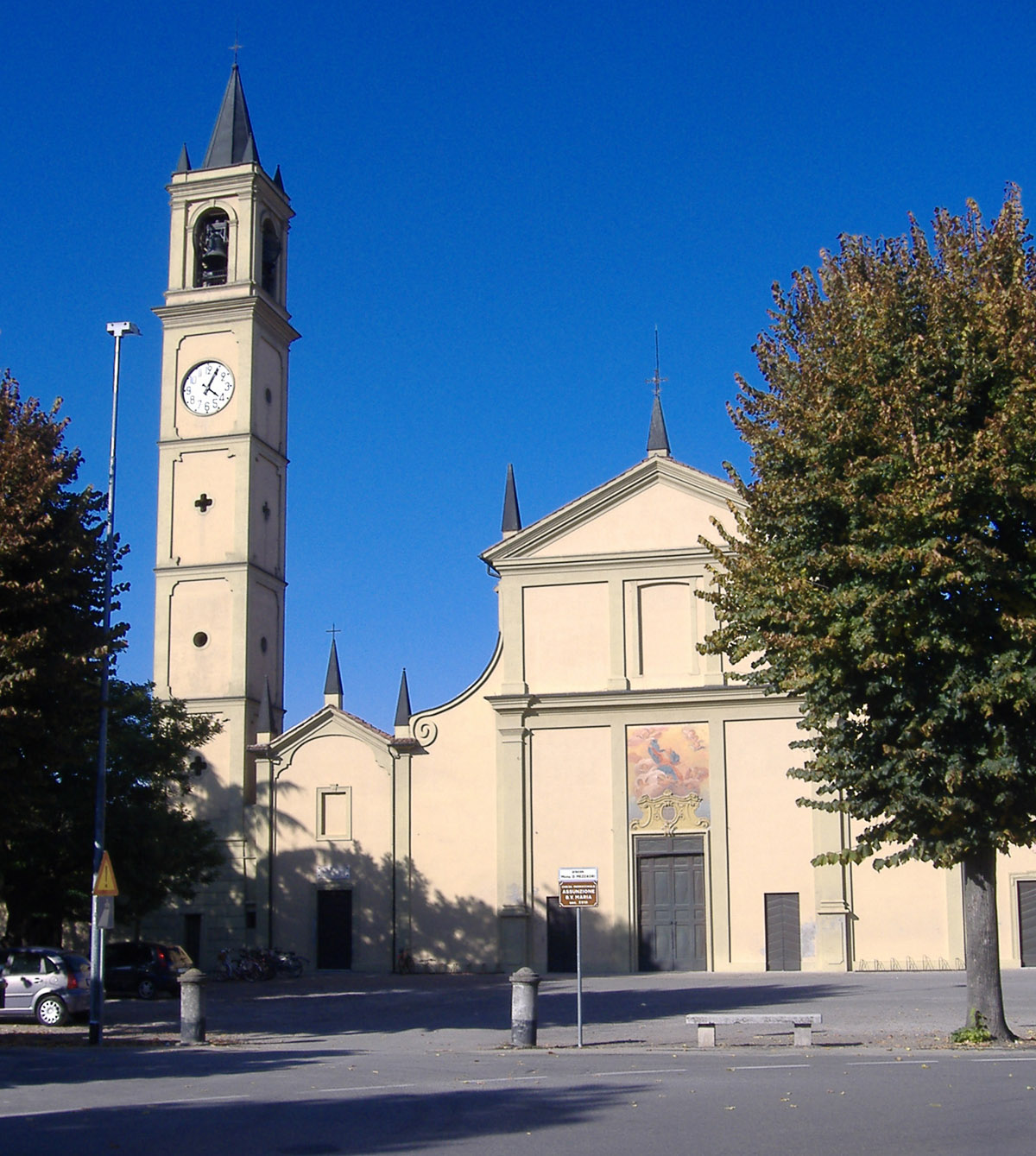
Église paroissiale, XVIIe siècle, place Mgr Domenico Mezzadri.

### Communes limitrophes
Cornovecchio, Meleti, Corno Giovine, Santo Stefano Lodigiano, Castelnuovo Bocca d'Adda, Plaisance, Caorso.